# Vodárenská věž (Vysoké Mýto)
Vodárenská věž je středověká kamenná bašta, která byla v 18. století upravena na městskou vodárnu. Pochází z druhé poloviny 13. století a je součástí původního městského opevnění. V průběhu staletí prošla několika stavebními úpravami, které odrážejí měnící se funkci a potřeby města. Stavba je významnou technickou a historickou památkou dokládající vývoj fortifikační a vodohospodářské architektury ve Vysokém Mýtě.

## Historie
Bašta byla vystavěna ve druhé polovině 13. století jako součást městských hradeb ve Vysokém Mýtě. Původně plnila obrannou funkci, kterou ztratila na počátku 18. století. Roku 1700 byla v sousední hradbě prolomena branka vedoucí k řece Loučné. V roce 1768 byla bašta adaptována na vodárnu – dovnitř byla vestavěna nádrž a zdivo zpevněno kovanými táhly. Vodárna zásobovala městské kašny vodou čerpanou z řeky do zásobníku ve věži. Roku 1816 byla po požáru zničena střecha. O čtrnáct let později, v roce 1830, byla stavba snížena o dvě patra a její severní stěna nově vyzděna. V roce 1898 prošla další opravou a roku 1994 byla obnovena střešní krytina.

## Architektura
Stavba má čtvercový půdorys o délce strany přibližně 8 metrů. Je zhotovena z lomové opuky a má podobu hranolu, který se směrem vzhůru mírně zužuje. Tloušťka zdiva v přízemí dosahuje 1,15 metru a v interiéru dvakrát ustupuje. Celá hmota je zakončena stanovou střechou s hrotnicí a makovicí. Fasády jsou členěny nepravidelně. V přízemí východní strany se nachází segmentově zaklenutý vstup, nad nímž je barokní okenní výklenek se štukovou šambránou. Ta je ve vrcholu zdobena plastickým reliéfem andělské hlavy s křídly. Ve vyšší úrovni se dochoval zazděný sedlový portál bývalého vstupu do prvního patra s kamenným ostěním. Ostatní stěny mají pravoúhlá okénka s pískovcovým ostěním; některá z nich jsou zazděna.

## Památkový význam
Bašta je cenným dokladem vývoje městského opevnění a následné adaptace středověkých objektů pro nové technické účely. Dochované konstrukční prvky z různých stavebních etap ilustrují proměny městského prostředí od vrcholného středověku po 19. století. Objekt má hodnotu jak historickou, tak architektonickou – je příkladem řemeslné zručnosti i funkční flexibility městské infrastruktury.